# الحزب الشيوعي الكردستاني – العراق
الحزب الشيوعي الكردستاني – العراق (بالكردية: حیزبی شیوعی کوردستان-عێراق) هو حزب سياسي كردي، تشكل في عام 1993 عندما تم تشكيل الحزب الشيوعي العراقي فرع في المناطق الكردي في منفصلة الحزب. ويقود الحزب كمال شاكر.